# Centre d'Interpretació Les Veus del Front
Les Veus del Front és un centre d'interpretació del Pinell de Brai dedicat al paper que va tenir l'ús de la premsa i la propaganda durant la batalla de l'Ebre. La mostra fa palesa la importància que va tenir el control dels mitjans de comunicació. A través de fotografies, textos explicatius, reproduccions de premsa i un audiovisual, podem conèixer la importància de les consignes dins de cada front, tant al republicà com al de l'exèrcit sollevat. Es mostra la propaganda emprada al front i a la rereguarda, així com el paper de la premsa i els corresponsals estrangers.
Durant la Guerra Civil, tots dos exèrcits van esforçar-se a mantenir la moral de la tropa i la rereguarda, alhora que intentaven minar la de l'enemic, mitjançant el control dels missatges que circulaven entre el front i la rereguarda. Entre els fronts enemics, així mateix, es difonien rumors i notícies falses —a través de megafonia, dels fulls volants, de cançons i eslògans— per promoure la deserció de l'altre.
El Pinell de Brai ofereix al visitant diverses rutes senyalitzades: la ruta de la Pau (itinerari circular de 74 quilòmetres que aprofita els GR i els PR), la ruta de les 3C (de celler, cova i castell) i la via verda de la Terra Alta. També es pot visitar el Celler Cooperatiu del Pinell de Brai, anomenat Catedral del Vi de Catalunya, obra de Cèsar Martinell i Brunet, arquitecte deixeble de Gaudí. Tant la mateixa comarca de la Terra Alta com la veïna Ribera d'Ebre contenen una oferta d'espais de memòria important, ja que s'hi han recuperat espais històrics, s'hi han senyalitzat llocs de memòria i s'hi han creat diversos centres d'interpretació; tota aquesta oferta configura els Espais de la Batalla de l'Ebre. També es pot visitar, per proximitat geogràfica i temàtica, el Camp d'Aviació de la Sénia, al Montsià.